# Kaple Jana Nepomuckého (Rumburk)
Kaple Jana Nepomuckého je barokní kaple ve městě Rumburk v severních Čechách. Nachází se v jižní části města, v ulici Krásnolipská. Původní katolický svatostánek patřil od roku 1861 německé evangelické církvi, od roku 1945 potom Českobratrské církvi evangelické.

## Příběh

### Vznik
Město ležící na hranici se Saskem se stalo protestantským již v roce 1535 na popud majitele rumburského panství Jiřího ze Šlejnic, který v roce 1545 přestavěl městský farní kostel sv. Bartoloměje na protestantský. V průběhu protireformace za vlády císaře Ferdinanda I. byl Rumburk v roce 1620 rekatolizován.
Po záchraně města ve válce o rakouské dědictví v roce 1745, kdy se městu vyhly ozbrojené střety, se pozdější rumburský děkan Anton Florian Schossig zavázal postavit při cestě do Krásné Lípy kapli zasvěcenou Janu Nepomuckému, na kterou v roce 1757 vyčlenil částku 300 rakouských zlatých. Stejnou částku věnoval kromě dalších dárců také kníže Josef Václav z Lichtenštejna a daroval také stavební materiál. Votivní kostel byl nakonec postaven v letech 1775 až 1778 podle projektů salmského stavitele Josepha Hoffmanna z nedaleké obce Lipová (Hainspach). V průběhu josefinismu byla kaple v roce 1782, pouhých pět let po dokončení, sekularizována a v roce 1787 vydražena za 292 zlatých. Její oltář byl následně darován rumburskému farnímu kostelu a přemístěn. 

### Protestantský kostel
V roce 1790 stavbu zakoupil velkoobchodník s plátnem Anton Salomon a přistavěl jej na obytný dům, zároveň využívaný jako zájezdní hostinec. V roce 1860 jej získal továrník August Gustav Dittrich starší z Krásné Lípy a 4. července 1861 prodal protestantské kongregaci, která byla zřízena po vydání protestantského patentu císařem Františkem Josefem I. Následně byla kaple roku 1862 obnovena a vybavena pro konání protestantských bohoslužeb. Při této příležitosti zde byly umístěny jednomanuálové varhany z dílny Christiana Augusta a Carla Ernsta Reisse ze saského Neugersdorfu.

### Po roce 1945
Kaple následně sloužil především věřícím z řad většinově německého obyvatelstva Rumburska až do roku 1945, kdy po druhé světové válce došlo k jejich nucenému odsunu do Západního či Východního Německa a Rakouska. Roku 1945 byl kostel předán sboru Jednoty bratrské. 
Od roku 1945 sloužila kaple Českobratrskému sboru. 2. srpna 2003 byla kaple poškozena požárem, následně však byla obnovena.

## Architektura
Stavba umístěná v dominantní poloze na vrchu Steinberg je barokní halovou kaplí s mansardovou střechou, korunovanou osmibokou střešní věžičkou. Exteriér člení nástěnné vysoké dórské pilastry, štít je orámován volutami.